# Martha Jungwirth
Martha Jungwirth (Viena, 15 de enero de 1940) es una pintora austriaca.

## Trayectoria
Jungwirth nació en Viena y estudió en la Universidad de Artes Aplicadas de Viena de 1956 a 1963. Unos años después fue profesora, desde 1967 a 1977. En 1968 formó el grupo Realities con Franz Ringel, Peter Pongratz, Wolfgang Herzig, Robert Zeppel-Sperl y Kurt Kocherscheidt.
Este grupo reivindicaba una pintura más realista y socialmente relevante en comparación con el estilo informal que dominaba el panorama internacional en esos años, aunque Jungwirth siempre trabajó en la frontera entre la pintura abstracta y la figurativa. Tras sus primeros éxitos en los años 60, vivió en Nueva York una temporada regresando después a Austria. Desde 1969 hasta 1990, fecha en la que él murió, estuvo casada con el historiador de arte y director de museo Alfred Schmeller.
Las obras de Jungwirth se han mostrado en numerosas exposiciones, entre ellasdocumenta 6 (1977), en Kunsthalle Krems (2014) y en el Albertina (2018).
Para la temporada 2019/2020 de la Ópera Estatal de Viena, Jungwirth diseñó un cuadro de grandes dimensiones (176 m²) El caballo de Troya como parte de la serie de exposiciones “El telón de acero” diseñada por Museum in Progress.
Martha Jungwirth vive y trabaja en Viena y en Neumarkt an der Raab. 

## Obra
Es sobre todo conocida por un lenguaje abstracto propio, influenciado por la observación del mundo físico. Sus obras están  realizadas a menudo sobre soportes inesperados como cartón o papel de envolver. Destacan por su estilo inconformista, formas erráticas y colores intensos. Su enfoque intuitivo ha sido descrito como un puente entre el Expresionismo Abstracto y el Informalismo.
A menudo aplica múltiples capas de pintura al óleo en tonos vibrantes, dejando una clara impronta de su toque personal mediante huellas digitales, trazos y, a veces, incluso marcas de zapatos.

## Premios y reconocimientos
- 1964: Premio del Fondo de la Fundación Theodor Körner
- 1966: Premio Joan Miró (Barcelona)
- 1969: Primer premio de pintura en la XX Semana Cultural Juvenil de Austria (ÖJKW) en Innsbruck
- 1973: Premio promocional de la ciudad de Viena
- 1974: Premio de la Bienal de Gráfica de Florencia
- 1982: Premio del Ministerio Federal de Educación y Arte de Austria
- 1986: Premio de Bellas Artes de la Ciudad de Viena
- 2012: Condecoración Austriaca de Honor a la Ciencia y el Arte
- 2018: Premio Oskar Kokoschka[5]
- 2021: Gran Premio Estatal de Austria[6]